# 楊禮珪
楊禮珪（？年—？年），南鄭縣（今陝西省漢中市）人，楊元珍的女兒，陳省的妻子。

## 生平
楊禮珪生了兩個兒子，長子娶張則的女兒張惠英，小兒子娶荀家的女兒。兩位兒媳的娘家，都是想當有錢的高門大族之家，從嫁的婢女共有七八名，嫁過來的資財也不少。

### 敕二婦
楊禮珪用她以前婆婆從流傳下來的家訓教導兩位兒媳（《敕二婦》），兩位兒媳恭敬的拜而又拜，接其家訓。 《全後漢文》收錄其 《敕二婦》。

### 重禮尊祭
楊禮珪有位從孫，侍奉尊長稍有怠慢，楊禮珪便和他斷絕往來，結果他就醒悟改過缺失。天下大亂後，楊禮珪隨家庭到處奔走，有宗族表親和她見面，楊禮珪必會嚴厲地喝斥；如果身旁跟著兒孫和婢女們才肯見面，她說這是已經去世的婆婆的家法。四時八節祭祀時，楊禮珪一定用自己養的牲畜、自己釀的酒。她又說祭祀這件事，是在禮法裡最需要重視的。享壽八十九歲。

## 外部連結
- 全後漢文 （页面存档备份，存于）